# Chwałka (osada leśna)
Chwałka – osada leśna w Polsce, położona w województwie kujawsko-pomorskim, w powiecie nakielskim, w gminie Mrocza. Miejscowość wchodzi w skład sołectwa Ostrowo.
W latach 1975–1998 miejscowość należała administracyjnie do województwa bydgoskiego.